# Bố Hạ (thị trấn)
Bố Hạ is een thị trấn in het district Yên Thế, een van de districten in de Vietnamese provincie Bắc Giang. De provincie Bắc Giang ligt in het noordoosten van Vietnam, dat ook wel Vùng Đông Bắc wordt genoemd.
Bố Hạ ligt in het zuiden van de huyện en ligt op de westelijke oever van de Thương.